# Wellington Paulista
Wellington Pereira do Nascimento más conocido como Wellington Paulista (nacido el 22 de abril de 1984 en São Paulo, Brasil) es un futbolista brasileño que actualmente juega como delantero en el América Mineiro de la Serie A de Brasil.

## Clubes
| Club                     | País       | Año         | Partidos | Goles |
| ------------------------ | ---------- | ----------- | -------- | ----- |
| Juventus-SP              | Brasil     | 2003-2006   | 27       | 10    |
| Mirassol (cedido)        | Brasil     | 2003        | 11       | 14    |
| Paraná (cedido)          | Brasil     | 2004-2005   | 22       | 0     |
| Santos (cedido)          | Brasil     | 2006        | 34       | 11    |
| Deportivo Alavés         | España     | 2006-2007   | 19       | 2     |
| Botafogo                 | Brasil     | 2007-2009   | 65       | 31    |
| Cruzeiro                 | Brasil     | 2009-2011   | 150      | 75    |
| Palmeiras (cedido)       | Brasil     | 2011        | 11       | 0     |
| West Ham United (cedido) | Inglaterra | 2012        | 0        | 0     |
| Criciúma (cedido)        | Brasil     | 2013        | 27       | 11    |
| Internacional            | Brasil     | 2014        | 45       | 10    |
| Coritiba (cedido)        | Brasil     | 2015        | 22       | 6     |
| Fluminense               | Brasil     | 2015-2017   | 17       | 1     |
| Ponte Preta (cedido)     | Brasil     | 2016        | 39       | 10    |
| Chapecoense (cedido)     | Brasil     | 2017        | 65       | 16    |
| Chapecoense              | Brasil     | 2018-2019   | 52       | 14    |
| Fortaleza                | Brasil     | 2019 - 2022 | 67       | 24    |
| América Mineiro          | Brasil     | 2022 - Act. | 9        | 3     |

## Estadísticas
Datos actualizados al 12 de marzo de 2020.
| Club | Div           | Temporada     | Campeonato | Campeonato | Estatal (1) | Estatal (1) | Copas (2) | Copas (2) | Internacional (3) | Internacional (3) | Regional (4) | Regional (4) | Total (5) | Total (5) | Promedio |
| Club | Div           | Temporada     | Part.      | Goles      | Part.       | Goles       | Part.     | Goles     | Part.             | Goles             | Part.        | Goles        | Part.     | Goles     |          |
| --- | ------------- | ------------- | ---------- | ---------- | ----------- | ----------- | --------- | --------- | ----------------- | ----------------- | ------------ | ------------ | --------- | --------- | -------- |
| Paraná · Brasil |               |               |            |            |             |             |           |           |                   |                   |              |              |           |           |          |
| 1.ª | 2004          | 9             | 0          | 1          | 2           | -           | -         | -         | -                 | -                 | -            | 10           | 2         | 0.20      |          |
| 1.ª | 2005          | 13            | 0          | -          | -           | -           | -         | -         | -                 | -                 | -            | 13           | 0         | 0.00      |          |
| Total club | Total club    | 22            | 0          | 1          | 2           | 0           | 0         | 0         | 0                 | 0                 | 0            | 23           | 2         | 0.08      |          |
| Santos · Brasil |               |               |            |            |             |             |           |           |                   |                   |              |              |           |           |          |
| 1.ª | 2006          | 30            | 9          | -          | -           | -           | -         | 4         | 1                 | -                 | -            | 34           | 10        | 0.29      |          |
| Total club | Total club    | 30            | 9          | 0          | 0           | 0           | 0         | 4         | 1                 | 0                 | 0            | 34           | 10        | 0.29      |          |
| Deportivo Alavés · España |               |               |            |            |             |             |           |           |                   |                   |              |              |           |           |          |
| 2.ª | 2006-07       | 19            | 3          | -          | -           | 1           | 1         | -         | -                 | -                 | -            | 20           | 4         | 0.12      |          |
| 2.ª | 2007          | 7             | 0          | -          | -           | -           | -         | -         | -                 | -                 | -            | 7            | 0         | 0.00      |          |
| Total club | Total club    | 26            | 3          | 0          | 0           | 1           | 1         | 0         | 0                 | 0                 | 0            | 27           | 4         | 0.14      |          |
| Botafogo · Brasil |               |               |            |            |             |             |           |           |                   |                   |              |              |           |           |          |
| 1.ª | 2008          | 28            | 7          | 7          | 3           | 6           | 3         | 4         | 2                 | -                 | -            | 45           | 15        | 0.33      |          |
| Total club | Total club    | 28            | 7          | 7          | 3           | 6           | 3         | 4         | 2                 | 0                 | 0            | 45           | 15        | 0.33      |          |
| Cruzeiro · Brasil |               |               |            |            |             |             |           |           |                   |                   |              |              |           |           |          |
| 1.ª | 2009          | 24            | 14         | 10         | 5           | -           | -         | 10        | 5                 | -                 | -            | 44           | 24        | 0.54      |          |
| 1.ª | 2010          | 21            | 7          | -          | -           | -           | -         | 9         | 1                 | -                 | -            | 30           | 8         | 0.26      |          |
| 1.ª | 2011          | 14            | 2          | 2          | 2           | -           | -         | 5         | 0                 | -                 | -            | 21           | 4         | 0.19      |          |
| 1.ª | 2012          | 27            | 10         | 11         | 11          | 4           | 3         | -         | -                 | -                 | -            | 42           | 24        | 0.57      |          |
| Total club | Total club    | 86            | 33         | 23         | 18          | 4           | 3         | 24        | 6                 | 0                 | 0            | 137          | 60        | 0.43      |          |
| Palmeiras · Brasil |               |               |            |            |             |             |           |           |                   |                   |              |              |           |           |          |
| 1.ª | 2011          | 6             | 0          | -          | -           | 4           | 0         | -         | -                 | -                 | -            | 10           | 0         | 0.00      |          |
| Total club | Total club    | 6             | 0          | 0          | 0           | 4           | 0         | 0         | 0                 | 0                 | 0            | 10           | 0         | 0.00      |          |
| Criciúma · Brasil |               |               |            |            |             |             |           |           |                   |                   |              |              |           |           |          |
| 1.ª | 2013          | 24            | 11         | -          | -           | 2           | 0         | 1         | 0                 | -                 | -            | 27           | 11        | 0.40      |          |
| Total club | Total club    | 24            | 11         | 0          | 0           | 2           | 0         | 1         | 0                 | 0                 | 0            | 27           | 11        | 0.40      |          |
| Internacional · Brasil |               |               |            |            |             |             |           |           |                   |                   |              |              |           |           |          |
| 1.ª | 2014          | 26            | 3          | 13         | 7           | 4           | 0         | 2         | 0                 | -                 | -            | 45           | 10        | 0.22      |          |
| Total club | Total club    | 26            | 3          | 13         | 7           | 4           | 0         | 2         | 0                 | 0                 | 0            | 45           | 10        | 0.22      |          |
| Coritiba · Brasil |               |               |            |            |             |             |           |           |                   |                   |              |              |           |           |          |
| 1.ª | 2015          | 6             | 1          | 8          | 1           | 3           | 2         | -         | -                 | -                 | -            | 17           | 4         | 0.23      |          |
| Total club | Total club    | 6             | 1          | 8          | 1           | 3           | 2         | 0         | 0                 | 0                 | 0            | 17           | 4         | 0.23      |          |
| Fluminense · Brasil |               |               |            |            |             |             |           |           |                   |                   |              |              |           |           |          |
| 1.ª | 2015          | 17            | 1          | -          | -           | -           | -         | -         | -                 | -                 | -            | 17           | 1         | 0.05      |          |
| Total club | Total club    | 17            | 1          | 0          | 0           | 0           | 0         | 0         | 0                 | 0                 | 0            | 17           | 1         | 0.05      |          |
| Ponte Preta · Brasil |               |               |            |            |             |             |           |           |                   |                   |              |              |           |           |          |
| 1.ª | 2016          | 20            | 2          | 13         | 7           | 6           | 1         | -         | -                 | -                 | -            | 39           | 10        | 0.25      |          |
| Total club | Total club    | 20            | 2          | 13         | 7           | 6           | 1         | 0         | 0                 | 0                 | 0            | 39           | 10        | 0.25      |          |
| Chapecoense · Brasil |               |               |            |            |             |             |           |           |                   |                   |              |              |           |           |          |
| 1.ª | 2017          | 33            | 9          | 17         | 6           | 2           | 0         | 12        | 0                 | -                 | -            | 64           | 16        | 0.25      |          |
| 1.ª | 2018          | 24            | 5          | 15         | 7           | 4           | 0         | 2         | 0                 | -                 | -            | 45           | 12        | 0.26      |          |
| 1.ª | 2019          | -             | -          | 5          | 2           | 1           | 0         | 1         | 0                 | -                 | -            | 7            | 2         | 0.13      |          |
| Total club | Total club    | 57            | 14         | 37         | 15          | 7           | 0         | 15        | 0                 | 0                 | 0            | 116          | 63        | 0.54      |          |
| Fortaleza · Brasil |               |               |            |            |             |             |           |           |                   |                   |              |              |           |           |          |
| 1.ª | 2019          | 31            | 13         | 6          | 0           | -           | -         | -         | -                 | 7                 | 2            | 44           | 15        | 0.34      |          |
| 1.ª | 2020          | -             | -          | 5          | 1           | -           | -         | 1         | 0                 | 5                 | 2            | 11           | 3         | 0.29      |          |
| Total club | Total club    | 31            | 13         | 11         | 1           | 0           | 0         | 1         | 0                 | 12                | 4            | 55           | 18        | 0.32      |          |
| Total carrera | Total carrera | Total carrera | 379        | 97         | 113         | 54          | 56        | 10        | 51                | 9                 | 12           | 4            | 592       | 208       | 0.35     |
| (1) Incluye datos del Campeonato Paulista, Campeonato Carioca, Campeonato Mineiro, Campeonato Gaúcho, Campeonato Paranaense, Campeonato Catarinense, Campeonato Cearense. (2) Incluye datos de la Copa del Rey, Copa de Brasil. (3) Incluye datos de la Copa Sudamericana, Copa Libertadores, Recopa Sudamericana, Copa Suruga Bank. (4) Incluye datos de la Copa do Nordeste. (5) No incluye goles en partidos amistosos. |               |               |            |            |             |             |           |           |                   |                   |              |              |           |           |          |

## Palmarés

### Campeonatos nacionales
| Título                       | Club          | Estado             | Año  |
| ---------------------------- | ------------- | ------------------ | ---- |
| Campeonato Paulista Serie A2 | Juventus-SP   | São Paulo          | 2005 |
| Taça Rio                     | Botafogo      | Río de Janeiro     | 2008 |
| Campeonato Mineiro           | Cruzeiro      | Minas Gerais       | 2009 |
| Campeonato Mineiro           | Cruzeiro      | Minas Gerais       | 2011 |
| Campeonato Gaúcho            | Internacional | Río Grande del Sur | 2014 |
| Campeonato Catarinense       | Chapecoense   | Santa Catarina     | 2017 |
| Campeonato Cearense          | Fortaleza     | Ceará              | 2019 |
| Copa do Nordeste             | Fortaleza     | Región Nordeste    | 2019 |
| Campeonato Cearense          | Fortaleza     | Ceará              | 2020 |
| Campeonato Cearense          | Fortaleza     | Ceará              | 2021 |

Otros logros:
- Subcampeón de la Copa Libertadores 2009 con Cruzeiro.
- Subcampeón de la Copa Suruga Bank 2017 con Chapecoense.